# Lyne Lake
Lyne Lake är en sjö i Kanada.   Den ligger i Thunder Bay District och provinsen Ontario, i den sydöstra delen av landet, 900 km väster om huvudstaden Ottawa. Lyne Lake ligger 289 meter över havet. Arean är 1,7 kvadratkilometer. Den sträcker sig 4,1 kilometer i nord-sydlig riktning, och 1,5 kilometer i öst-västlig riktning.
I omgivningarna runt Lyne Lake växer i huvudsak blandskog. Trakten runt Lyne Lake är nära nog obefolkad, med mindre än två invånare per kvadratkilometer.